# Beautheil
Beautheil is een plaats en voormalige gemeente in het Franse departement Seine-et-Marne (regio Île-de-France) en telt 562 inwoners (1999). De plaats maakt deel uit van het arrondissement Meaux. Beautheil is op 1 januari 2019 gefuseerd met de gemeente Saints tot de gemeente Beautheil-Saints. 

## Geografie
De oppervlakte van Beautheil bedraagt 18,6 km², de bevolkingsdichtheid is 30,2 inwoners per km².
De onderstaande kaart toont de ligging van Beautheil met de belangrijkste infrastructuur en aangrenzende gemeenten.

## Demografie
Onderstaande figuur toont het verloop van het inwonertal (bron: INSEE-tellingen).